# Ricardo Carvalho Calero
Ricardo Carvalho Calero (Ferrol, 30 d'octubre de 1910 - Santiago de Compostel·la, 25 de març de 1990) fou un escriptor, filòsof i intel·lectual gallec. Llicenciat en Dret i en Filosofia i Lletres per la Universitat de Santiago de Compostel·la i doctor per la de Madrid. Membre numerari de la Reial Acadèmia Gallega i membre honorari de l'Associaçom Galega da Língua, fou el primer catedràtic de Lingüística i Literatura Gallega de la Universitat de Santiago. És considerat el gran pensador del reintegracionisme.

## Vida
Després de cursar el Batxillerat a Ferrol, es va traslladar a Santiago de Compostel·la el 1926 per a estudiar Dret i Filosofia i Lletres i complir amb el servei militar. Aquí va entrar en contacte amb el galleguisme i amb els moviments culturals de l'època, especialment amb el Seminari d'Estudis Gallecs. Va ser aquest un moment d'intensa militància política de Carvalho, integrat en el moviment nacionalista i prenent part en l'activisme estudiantil en la Federació Universitària Escolar, de la qual arriba a ser president.
El 1931 va participar en la creació del Partit Galleguista i va contribuir a l'avantprojecte d'Estatut de Galícia. De 1933 a 1936 torna a Ferrol i guanya la plaça d'auxiliar administratiu en l'ajuntament de la ciutat, i es casa amb María Ignacia Ramos, llicenciada en història i companya d'estudis universitaris. En aquests anys va contribuir amb nombroses col·laboracions a les més destacades revistes literàries (A Nosa Terra, Nós, Guión, Galiza, Resol, Universitarios, Papel de Color) i va iniciar la publicació dels seus llibres poètics, primer en castellà i després en gallec. Va estudiar per lliure la carrera de Filosofia i Lletres, llicenciant-se el 1936 per la Universitat de Santiago de Compostel·la, participant en el mateix temps activament en el moviment galleguista tant a nivell local com nacional, sent nomenat president del partit en Ferrol.
La revolta del 18 de juliol de 1936 el va sorprendre a Madrid en el moment que concorria a les proves per a professor d'institut en Llengua i Literatura Espanyola. Carvalho es va mantenir fidel a la República, en el batalló Félix Bárzana de FETE-UGT, el sindicat en el qual militava, amb el grau de tinent i va participar en la defensa de Madrid. Una vegada acabat el conflicte, va ser condemnat en consell de guerra a 12 anys per separatista i reclòs en la presó de Jaén. El 1941 va sortir en llibertat provisional i va tornar a la seva ciutat natal.
Impossibilitat per a exercir la funció pública, es va refugiar en l'educació privada (entre 1950 i 1965 en el Colegio Fingoi de Lugo), en el qual va exercir com a conseller delegat, car no estava autoritzat per a ser director. Va restablir els contactes amb els galleguistes que s'havien quedat en el país, molt especialment amb Francisco Fernández del Riego, amb qui havia mantingut correspondència des de la presó. Paral·lelament a la seva labor docent, va desenvolupar en aquests anys un importantíssim treball investigador —iniciat amb la seva tesi doctoral, Aportaciones a la literatura gallega contemporánea (1955, premi extraordinari) — que va tenir com fruit més valuós la publicació el 1963 de la Historia da literatura galega contemporánia.
Va ser membre de la Reial Acadèmia Gallega a partir de 1958. El 1965 se li va autoritzar a exercir l'educació pública com agregat d'institut en el Liceu Rosalía de Castro, de Santiago de Compostel·la, al mateix temps que comença a impartir aules de gallec en la universitat. Per fi, el 1972 va accedir per oposició a la recent creada càtedra de Lingüística i Literatura Gallega. Recollint l'herència dels autors del primer Rexurdimento i els treballs del professor Rodrigues Lapa, Carvalho Calero, preocupat per la coherència històrico-lingüística del gallec a pesar de la fèrria oposició que va trobar en el camí, es va mostrar defensor de les tesis etimologistes que tindrien continuïtat en el moviment reintegracionista, fet que li costaria ser marginat en els últims anys de la seva vida. Així mateix, va desenvolupar una àmplia labor com a editor dels clàssics. Es va jubilar el 1980 però va mantenir la seva activitat creadora i va seguir col·laborant amb diverses associacions.
El 1987 va obtenir el Premi de la Crítica de narrativa gallega per la seva obra Scórpio. En l'actualitat un carrer, un institut d'ensenyament secundari, un centre cultural i un prestigiós certamen de narrativa i d'investigació lingüística-literària recorden el seu nom en Ferrol.

## Obra

### Poesia
- Trinitarias, 1928 (en castellà)
- Vieiros, 1931
- La soledad confusa, 1932
- O silencio axionllado, 1934
- Anxo da terra, 1950
- Poemas pendurados dun cabelo 1952
- Calteiro de Fingoi, 1961
- Pretérito Imperfeito, 1980
- Futuro condicional, 1982
- Cantigas de amigo e outros poemas, 1986
- Reticências, 1990

### Teatre
- Catro pezas (conté: A sombra de Orfeo, Farsa das zocas, A arbre, Auto do prisioneiro), 1971
- Teatro Completo, 1982

### Narrativa
- Xente da Barreira, 1950
- Scórpio, 1987

### Assaig
- História da Literatura Galega Contemporánea, 1963 (reedicions el 1975 i 1976)
- Sete poemas galegos, 1955
- Versos iñorados e ou esquecidos de Eduardo Pondal, 1961
- Gramática elemental del gallego común, 1966
- Brevario antológico de la literatura gallega contemporánea, 1966
- Edición de Cantares gallegos de Rosalía de Castro, 1969
- Libros e autores galegos: dos trovadores a Valle Inclán, 1970
- Sobre lingua e literatura galega, 1971
- Particularidades morfológicas del lenguaje de Rosalía de Castro, 1972
- Poesías de Rosalía de Castro, amb L.Fontoira Surís, 1972
- Estudos rosalianos, 1977
- Problemas da Língua Galega, 1981
- Da Fala e da Escrita, 1983
- Letras Galegas, 1984
- Escritos sobre Castelao, 1989
- Do Galego e da Galiza, 1990 (Pòstum)
- Umha voz na Galiza, 1992 (Pòstum)